# Paul Marcinkus
Paulius Casimir Marcinkus (Cicero, 15 de janeiro de 1922 – Sun City, 20 de fevereiro de 2006) foi um arcebispo da Igreja Católica, presidente do Banco do Vaticano de 1971 a 1989, quando ficou conhecido como "o banqueiro de Deus". Filho de imigrantes lituanos, nasceu no Illinois, nos Estados Unidos.
Morreu aos 84 anos, no estado de Arizona (EUA).

## Carreira
Paul Marcinkus foi ordenado sacerdote na Arquidiocese de Chicago em 3 de maio de 1947. Em 1949, foi indicado para o tribunal matrimonial, que processava pedidos de anulação de casamento.
Marcinkus chegou a Roma em 1950, para estudar Direito Canônico na Universidade Gregoriana. Em 1953, logo após sua formatura, tornou-se amigo de Giovanni Battista Montini, que viria a ser o papa Paulo VI. Marcinkus foi indicado como núncio papal na Bolívia, em 1955, e no Canadá, em 1959.
Em 26 de setembro de 1981, foi indicado como pro-presidente da Cidade do Vaticano, tornando-se a terceira pessoa mais poderosa desse estado (abaixo do papa e de seu secretário de Estado).
De 1971 a 1989, Marcinkus foi presidente do Istituto per le Opere di Religione, IOR, fundado pelo papa Pio XII, mais conhecido como o Banco do Vaticano.

## Guarda-Costas
Sua altura e sua compleição musculosa lhe renderam o apelido de "Gorila". Paul Marcinkus agia, na prática, como guarda-costas de Paulo VI, a quem acompanhava em viagens internacionais, oficialmente como intérprete.
Foi durante uma viagem às Filipinas que, ao se colocar diante do papa, ele o salvou de um golpe de punhal desferido por um desequilibrado. Marcinkus ficou ferido.
Em março de 1969, ele proibiu a presença de agentes do Serviço Secreto norte-americano durante um encontro do Sumo Pontífice com o presidente Richard Nixon, dizendo: "Vocês têm um minuto para sair daqui, ou vão ter de explicar ao seu presidente porque o Papa não pôde encontrar-se com ele".
Em 1982, Marcinkus fez malograr um tentativa de assassinato de João Paulo II, na cidade de Fátima, em Portugal.

## Escândalos
Paul Marcinkus protagonizou o maior escândalo financeiro da história do Vaticano: a quebra do Banco Ambrosiano de Milão, ocorrida em agosto de 1982, quando o banco foi declarado insolvente pelo governo italiano, após ter sido descoberto um "rombo" de cerca de US$ 1,5 bilhão.
O Vaticano possuía 16% do capital do Ambrosiano.
As investigações da falência do banco trouxeram à tona entre outras operações nebulosas,  pagamentos obscuros à loja maçônica P-2 e, aparentemente, desvio de fundos para uso particular. Foram acusados formalmente Marcinkus e dois administradores do IOR, Luigi Mennini e Pellegrino Strobel.
O Vaticano deu asilo ao arcebispo Marcinkus e seus dois colaboradores, para impedir sua prisão.
Dois meses antes da declaração de quebra do banco, em 16 de junho de 1982, o corpo do presidente do Ambrosiano, Roberto Calvi, tinha sido encontrado enforcado sob uma ponte de Londres, no que, aparentemente, foi um suicídio. Entretanto, em 1998, o corpo foi exumado para perícia e, em 2002, "uma equipe de médicos forenses encabeçados pelo professor alemão Bernd Brinckman disse que Calvi foi assassinado em um terreno baldio perto da ponte, onde foi pendurado para simular um suicídio".

O Tribunal Supremo da Itália defendeu a impossibilidade de processar o arcebispo e os dois funcionários, em virtude do Pacto Lateranense, que em seu artigo 11 prevê que "os entes centrais da Igreja Católica estão isentos de qualquer ingerência por parte do Estado italiano".
O Vaticano gastou cerca de US$ 100 milhões, em 1983, para ressarcir os clientes do Ambrosiano, gesto que foi interpretado pela imprensa italiana como uma confissão de responsabilidade na quebra do banco.
Mais tarde, o Vaticano criou mecanismos de controle para impedir casos como esse.
Marcinkus se mudou para uma paróquia de Detroit (EUA).

## Ver Também
- Propaganda Due
- Banco Ambrosiano